# 南蔵院 (葛飾区立石)
南蔵院（なんぞういん）は、東京都葛飾区にある真言宗豊山派の寺院。

## 歴史
長保年間（999年-1004年）に開山された。熊野権現（現熊野神社）を勧請した際に、別当寺として創建された。
江戸時代、徳川将軍は鷹狩のために江戸郊外のこの地を度々訪れており、当寺は「御膳所」（休憩場所）に充てられた。
延享3年（1746年）の銘が入った梵鐘があったが、戦時中の金属類回収令によって供出され、現存しない。
当寺には、板碑が数基保存されている。また、この寺の裏にはかつて南蔵院裏古墳と呼ばれる6世紀後半ごろの古墳があって、埴輪などが出土している。

## 交通アクセス
- 京成立石駅より徒歩9分（経路案内）。
- 青砥駅より徒歩12分（経路案内）。